# Charles Frederick Barclay

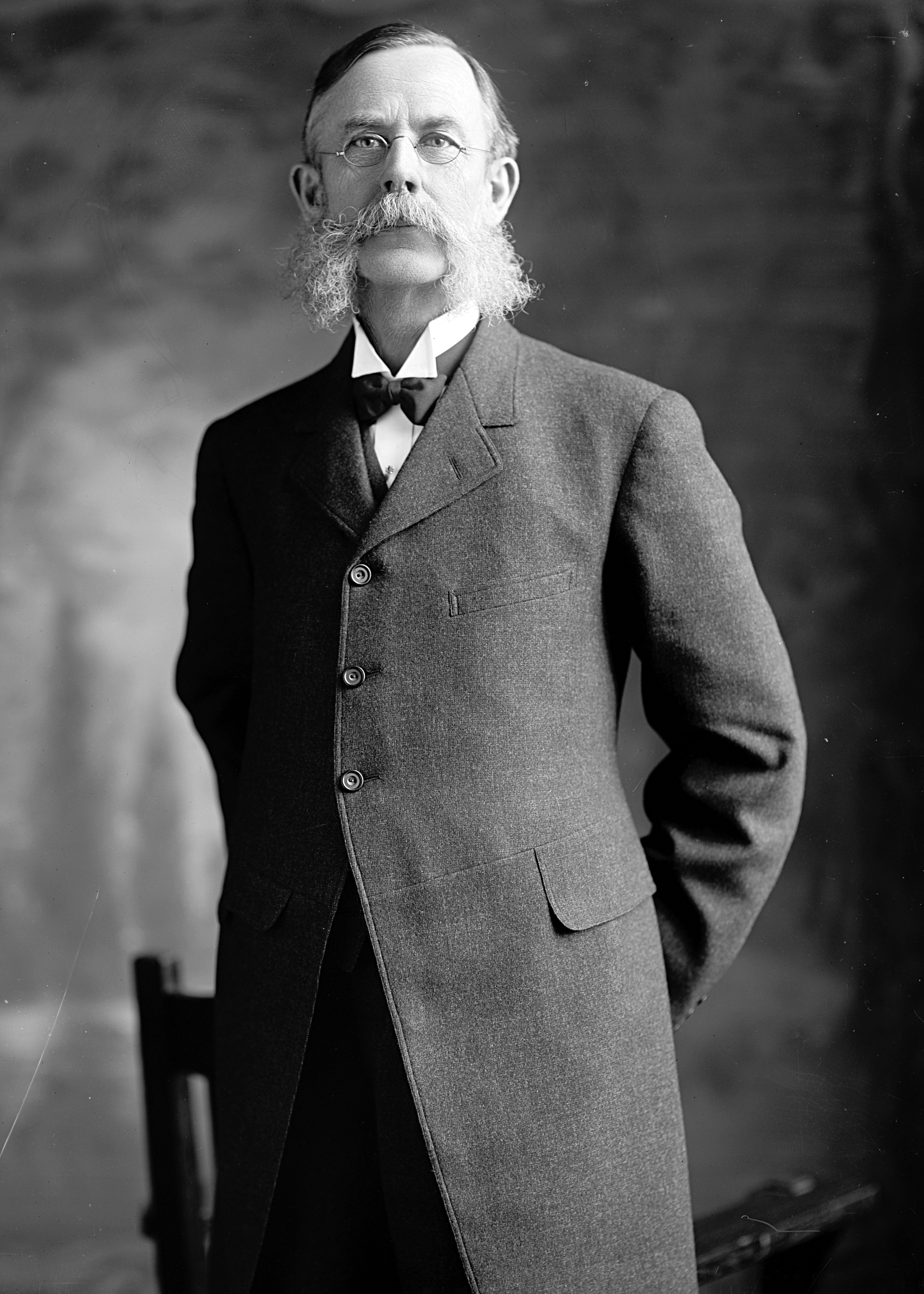
Charles Frederick Barclay

Charles Frederick Barclay (* 9. Mai 1844 in Owego, New York; † 9. März 1914 in Washington, D.C.) war ein US-amerikanischer Politiker. Zwischen 1907 und 1911 vertrat er den Bundesstaat Pennsylvania im US-Repräsentantenhaus.

## Werdegang
Charles Barclay besuchte die Painted Post High School im Staat New York und die Coudersport Academy in Pennsylvania. Danach unterrichtete er für einige Jahre als Lehrer. Zwischen 1862 und 1865 diente er während des Bürgerkrieges im Heer der Union, in dem er bis zum Hauptmann aufstieg. Dabei gehörte er einer Infanterieeinheit aus Pennsylvania an. Nach dem Krieg setzte er seine Ausbildung am Belfast Seminary in New York fort. Dann studierte er an der University of Michigan in Ann Arbor Jura. Er hat später aber nie als Jurist gearbeitet. Stattdessen stieg er zusammen mit seinem älteren Bruder in Sinnamahoning (Pennsylvania) in das Holzgeschäft ein. Politisch wurde er Mitglied der Republikanischen Partei. Im Juni 1900 nahm er als Delegierter an der Republican National Convention in Philadelphia teil, auf der Präsident William McKinley zur Wiederwahl nominiert wurde.
Bei den Kongresswahlen des Jahres 1906 wurde Barclay im 21. Wahlbezirk von Pennsylvania in das US-Repräsentantenhaus in Washington gewählt, wo er am 4. März 1907 die Nachfolge von Solomon Robert Dresser antrat. Nach einer Wiederwahl konnte er bis zum 3. März 1911 zwei Legislaturperioden im Kongress absolvieren. Im Jahr 1910 verzichtete er auf eine weitere Kandidatur. Nach seiner Zeit im US-Repräsentantenhaus betätigte Barclay sich in der Bundeshauptstadt Washington als Geschäftsmann. Er starb dort am 9. März 1914 und wurde in Sinnamahoning beigesetzt.